# Depresiunea Afar

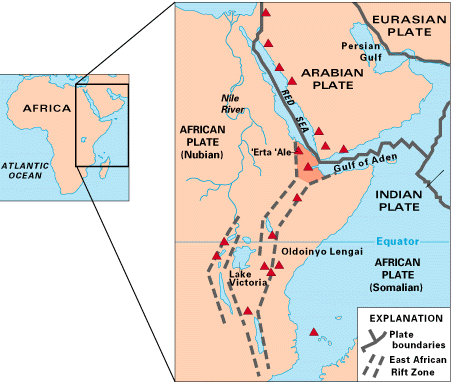
Locul de amplasare al depresiunii (zona umbrită în centrul hărții).

Depresiunea Afar (de asemenea numită Depresiunea Danakil sau Triunghiul Afar), este o depresiune geologică, include "Afar Triple Junction ", în apropiere de Cornul Africii, de asemenea, o parte a Marelui Rift African, unde se suprapune Eritreea, regiunea Afar din Etiopia, și Djibouti.

## Date generale
Depresiunea Afar este singurul loc de pe glob unde poate fi studiată la zi deriva continentelor.
Afar este cunoscută ca unul din leagănele hominizilor, care conține Middle Awash (Sit arheologic), locul unde s-au descoperit fosile hominide, cum ar fi Ardi, (Ardipithecus); Craniul Gawis, locul celei mai vechi unelte din piatră din lume și Hadar, locul unde a fost găsită Lucy, specimenul fosilizat de Australopithecus afarensis.
Depresiunea Afar include Deșertul Danakil și cel mai jos punct din Africa, Lacul Assal (155 de metri sub nivelul mării). Numai râul Awash se varsă în depresiune, unde se termină într-un lanț de lacuri care au salinitatea crescută. Dallol este, de asemenea, parte a depresiunii și este unul dintre cele mai fierbinti locuri pe tot parcursul anului de oriunde de pe Pământ, cu un record la umbră de 64,4 ° C.
Temperaturile variază de la aproximativ 25 ° C în timpul sezonului ploios (septembrie-martie) la 48 ° C în timpul sezonului uscat (martie-septembrie).

## Mediu

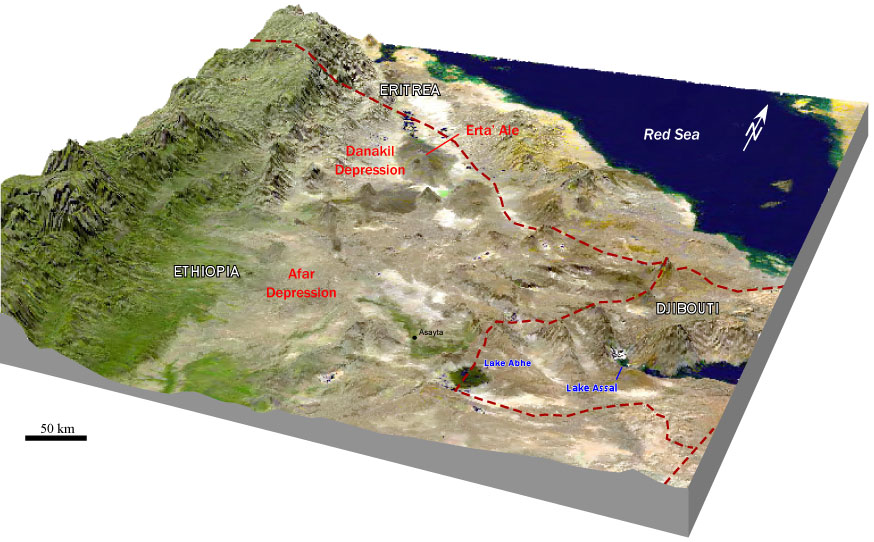
Perspectivă a imaginii digitale a Depresiunii Afar

Zonele joase ale depresiunii Afar sunt afectate de căldură și secetă. Nu există nicio ploaie pentru cea mai mare parte a anului, și mediile anuale ale precipitațiilor sunt încadrate în intervalul 100 - 200 milimetri, cu mai puțină ploaie mai aproape de coastă. Râul Awash, curge spre nord-est, prin sudul depresiunii Afar, oferă o centură îngustă verde și permite condiții de viață pentru flora și fauna din zonă și pentru populația Afar, o populație nomadă care trăiește în deșertul Danakil. La aproximativ 128 de kilometri de la Marea Roșie, Awash se termină într-un lanț de lacuri sărate, unde apa se evaporă la fel de rapid cum este furnizată. Aproximativ 1200 km ² din Depresiunea Afar sunt acoperiți de sare, și mineritul sării este încă o sursă majoră de venit pentru multe triburi Afar.
Biomul din Depresiunea Afar este caracterizat de tufărișuri de deșert. Vegetația este în cea mai mare parte limitată la plante rezistente la secetă, cum ar fi arbori mici (de exemplu specii de copac dragon), arbuști și ierburi. Viața sălbatică include multe ierbivore, cum ar fi zebra Grevy, gazela Soemmering, antilopa Beisa și, în special, populația ultimilor măgari sălbatici africani (Equus africanus somalicus). Păsările includ struțul,  ciocârlia lui Archer care este o specie endemică (Heteromirafra archeri), pasărea secretar, etc.. În partea de sud a câmpiei, în Etiopia, se află Rezervația Mille-Sardo (stabilită în 1973). Multe fosile au fost descoperite în regiunea Awash, nu numai hominizi, ci și elefantoizi, crocodili și hipopotami.

## Geologie

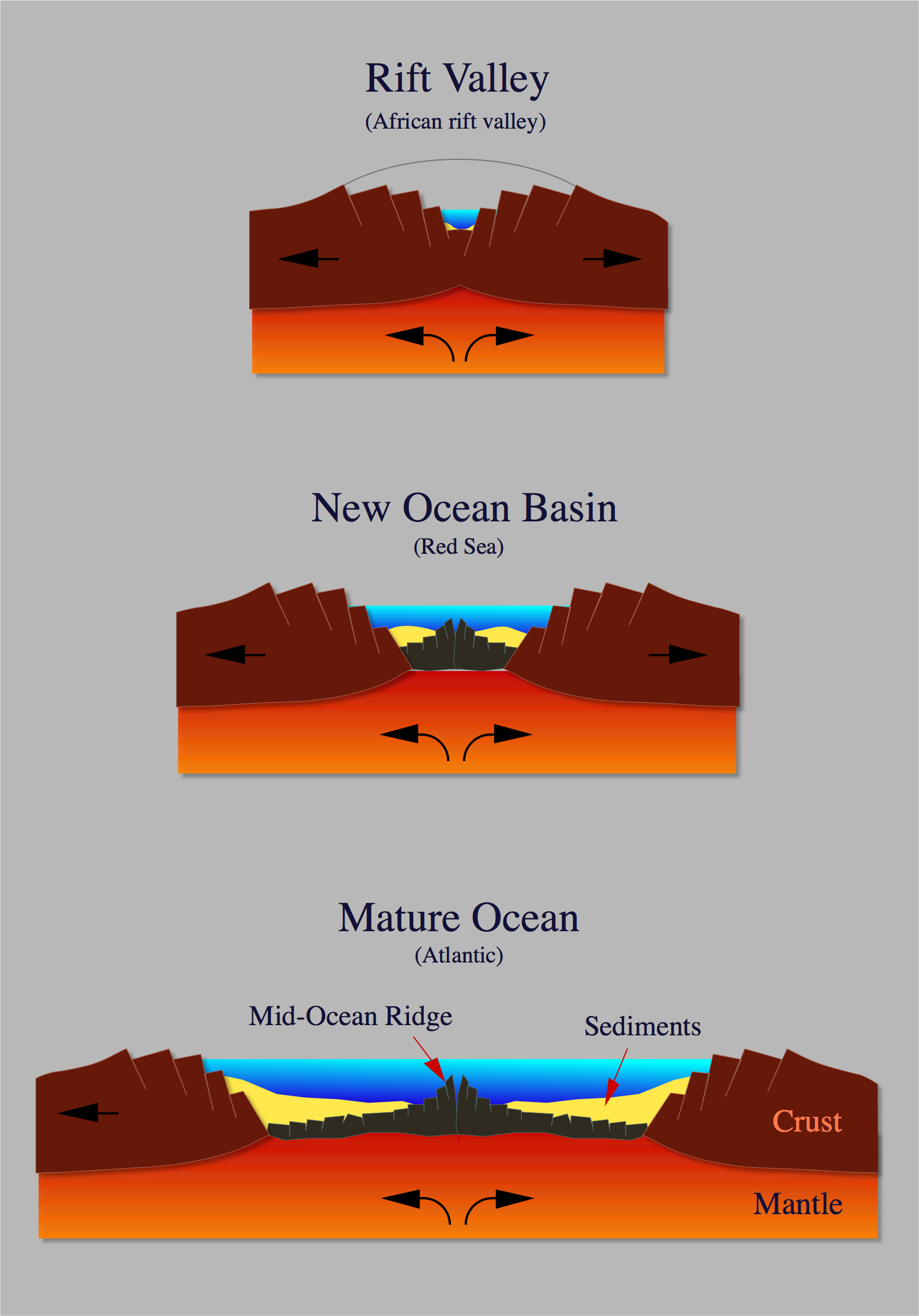
Diagramă, a văii Marelui Rift, care ilustrează că se va forma o mare în viitor.

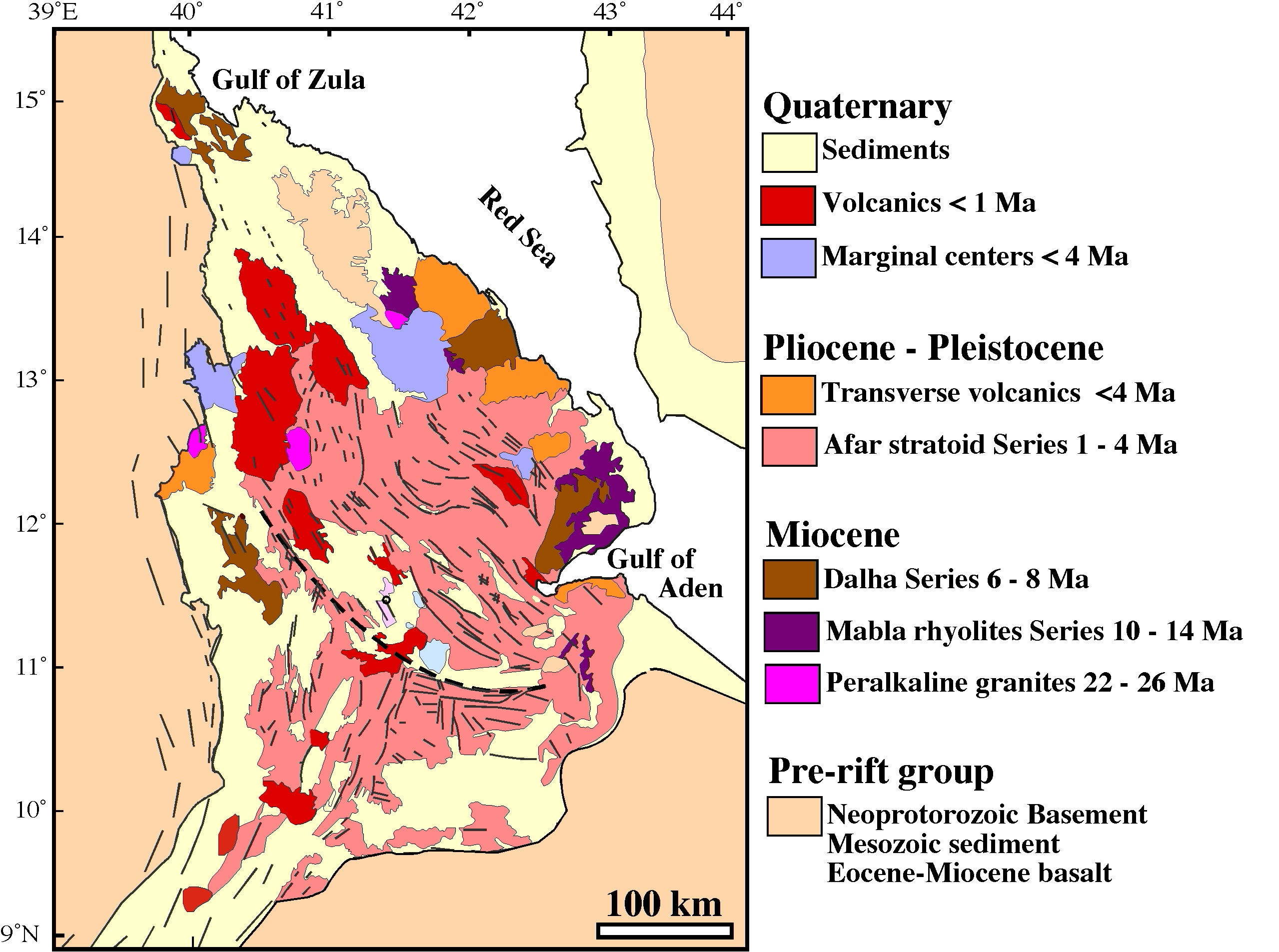
Geologia simplificată a Depresiunii Afar.

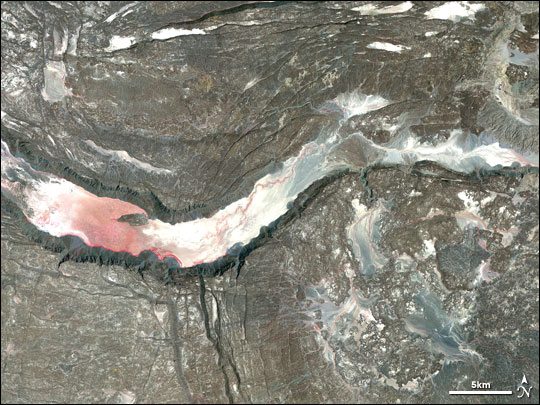
Imagine din satelit a grabenului Depresiunii Afar.

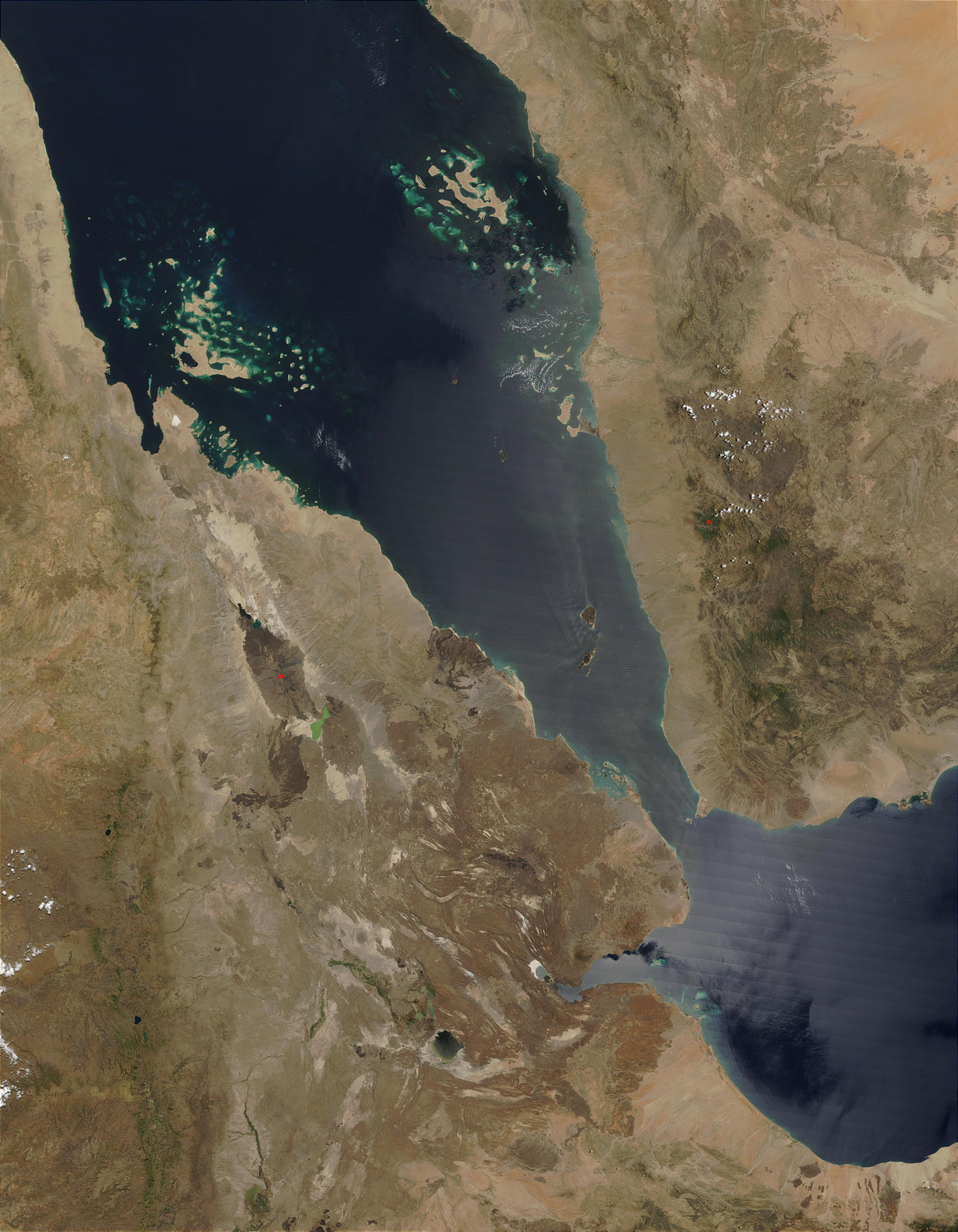
Imagine din satelit a Depresiunii Afar înconjurate de Marea Roșie, Golful Aden, Peninsula Arabică și Cornul Africii.

Depresiunea Afar este produsă de o intersecție triplă tectonică, unde crestele răspândite care formează Marea Roșie și Golful Aden emerg pe pământ și întâlnesc Riftul Africii Orientale. Locul de întâlnire central pentru aceste trei bucăți din scoarța Pământului este în jurul lacului Abbe. Depresiunea Afar este unul din cele două locuri de pe Pământ unde creasta din mijlocul oceanului poate fi studiată pe teren, celelalt loc fiind Islanda.
În depresiune, scoarța Pământului se depărtează, la o rată de 1-2 centimetri pe an de-a lungul fiecărei dintre cele trei fisuri care formează "picioarele" joncțiunii triple. Consecința imediată a acestui fapt este că există (conform datelor de la sfârșitul lui 2005) o secvență continuă de cutremure, fisuri de sute de metri lungime și profunde care apar în pământ, și podeaua văii care se scufundă cu 100 de metri. Între septembrie și octombrie 2005, 163 de cutremure cu magnitudini mai mari decât 3,9 și o erupție vulcanică au avut loc în cadrul rupturii Afar. 2,5 kilometri cubi de rocă topită au fost injectați în placă de-a lungul unui dig de adâncimi între 2 și 9 km, forțând deschiderea unui găuri de 8 metri la suprafață. Erupțiile au avut loc în "woredas" Teru și Aura. Ruptura a fost recent înregistrată de cartografiere tridimensională prin laser.
Peste milioane de ani, geologii se așteaptă ca Marea Roșie să erodeze prin zonele muntoase din jurul Depresiunii Afar și să inunde valea. În aproximativ 10 milioane de ani, geologii prezic că toți cei 6.000 km lungime din Riftul din Africa de Est vor fi scufundați, formând o mare nouă care va fi la fel de mare ca Marea Roșie de acum. În acel moment, Africa va fi pierdut Cornul.
Podeaua Depresiunii Afar este compusă din lavă, cea mai mare parte din bazalt.    Unii dintre cei mai mari vulcani activi de pe Pământ situați aici sunt Vulcanul Dabbahu și Erta Ale. 